# 荷姆茲二世

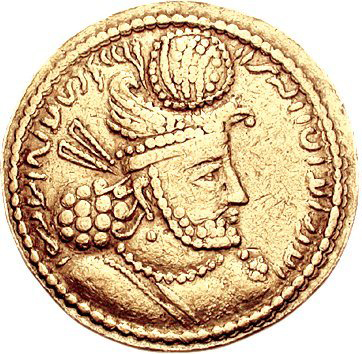
鑄有荷姆茲二世頭像的金第納爾

荷姆茲二世是波斯萨珊王朝的沙阿，統治期間為公元303年－309年。
在荷姆茲二世繼任的不久前，原先與薩珊王朝同樣信仰祆教的亞美尼亞王國，於公元301年宣布將基督教立為國教。而荷姆茲二世的統治以王朝內部的動盪著稱，儘管他最終順利解決了這項難題，此外荷姆茲二世在西方的努力也取得成功，他擊敗並殺死了位於敘利亞地區伽珊尼德王國的君主。然而，其統治卻因波斯貴族策畫的陰謀嘎然而止，對他心懷不滿的貴族在一處隱蔽的地點殺死了荷姆茲二世。
荷姆茲二世死後，他的兒子阿馱·納塞赫繼位，但阿馱·納塞赫在登基幾個月後同樣也被貴族們殺害，之後在貴族的擁立下，荷姆茲二世尚未出世的兒子沙普尔二世繼承了薩珊王朝的王位。
| 荷姆茲二世 薩珊王朝 | 荷姆茲二世 薩珊王朝                     | 荷姆茲二世 薩珊王朝  |
| 統治者頭銜          | 統治者頭銜                              | 統治者頭銜           |
| ------------------- | --------------------------------------- | -------------------- |
| 前任者： 纳塞赫     | 伊朗人與非伊朗人的萬王之王 303年－309年 | 繼任者： 阿馱·納塞赫 |